# Municipio de Tetecala
El municipio de Tetecala es uno de los 36 municipios que conforman el Estado Libre y Soberano de Morelos, México. Su cabecera municipal se ubica en la localidad de Tetecala de la Reforma. 

## Etimología
El nombre completo de Tetecala es Tetecala de la Reforma debido a que fue en Tetecala donde se firmaron las leyes de Reforma a mediados del siglo XIX.
Posteriormente Tetecala tuvo un papel de importancia moderada durante la revolución Mexicana debido a ser Morelos la cuna del movimiento revolucionario de Emiliano Zapata.
Actualmente Tetecala posee un agradable poblado de clima agradable que le hacen una destinación preferida de turistas y casas de campo para habitantes de la Ciudad de México.
“Tetecala” es un nombre de claro origen náhuatl; que está conformado por las raíces: tetl “piedra”, calli “casa” y tlán “lugar; creemos que esas raíces son lo más cercano a una interpretación llana, por lo que el significado sería “lugar donde existen casas de piedra”.
Sin embargo, en textos oficiales que circulan en el Estado, encontramos las siguientes interpretaciones:
Material fotográfico del Gobierno del Estado, tete “piedras”, calli “casas”, tlán “abundancia”, que significa “donde abundan las casas de piedra”.
Toponimia de Oaxaca crítica etimológica, Tete-cal-lan; tetetl “pedregoso”, calli “casa”, lan “junto o entre”, con significado general “junto a, o entre las casas pedregosas”.
Nombre Geográficos Mexicanos del estado de Morelos, autor Lic. Cecilio A. Róbelo; Tete-cal-lan, tetl “piedra”, tecalli “casa de bóveda”, tla “abundancia”, que significa “donde hay muchas casas de bóveda de piedra”.

## Historia
Pueblo indígena en su origen, el auge de Tetecala vino posteriormente durante la época colonial cuando diversas haciendas poblaron el fértil valle creado por el río. Entre ellas, la hacienda de Sta Cruz cuyo casco restaurado es actualmente una residencia privada.
En el territorio donde está ubicada la población de Tetecala, se han encontrado vestigios de asentamientos humanos prehispánicos (olmecas, chichimecas y principalmente del período post-clásico en estilo tlahuica). Año aproximado 1197.
Aunque en dichos períodos, Tetecala como población importante, aún no existía; es evidente que siempre hubo aquí asentamientos de diversas envergaduras y que era lugar importante de paso entre los señoríos de Coatlán y Mazatepec.
En lo referente a la fundación de la población, es importante anotar que en un mapa de 1583, mismo que se refiere a los pueblos que conformaban la Alcaldía Mayor de Cuernavaca, es cuando aparece por primera vez esta población en un registro documental histórico. En el mapa que da nota de los pueblos que conformaban el señorío de Cuauhnáhuac (1519), no aparece la población; por lo que se infiere que la fundación de Tetecala ocurrió en las fechas posteriores a la conquista y antes de 1583.
Para 1594 Tetecala ya era considerada parte importante por su capacidad agrícola, además de por su impacto del catolicismo en la población; del marquesado del valle de Oaxaca, su nombre en ese tiempo fue “San Francisco Tetecala”, para entonces ya se había fundado la segunda población más antigua del municipio: La comunidad de San Miguel Cuautitla.
Hacia 1746, Tetecala y los pueblos sujetos a su administración civil y eclesiástica sumaban un total de 266 familias de “indios” y 32 de “españoles y mestizos”, así como algunas de “mulatos”, ocho décadas después, la población se había incrementado a 4,040 habitantes que se distribuían en la cabecera del municipio, cinco haciendas y diez ranchos. Por ordenanza Real del 4 de diciembre de 1786 el Municipio de Tetecala correspondía al Estado de México.
En poco menos de un siglo la población de la región de Tetecala apenas se había duplicado, y era inferior a la de cualquier municipalidad del distrito de Cuernavaca, habiendo crecido a una tasa promedio de 25 habitantes por año entre 1746 y 1826.
La vega en que se ubica el asentamiento era considerada “la más frondosa que hay en la jurisdicción de Cuernavaca. Por las características físicas de su entorno, Tetecala fue calificado por viajeros y cronistas de los siglos XVII y XVIII como un lugar “muy ameno y divertido”.
Esto explica porque la naturaleza “supo dotar a un pueblo tan afligido por los calores de las suculentas frutas con que todos los días se mira socorrida la sed y refrigeradas las fauces que disecara la actividad constante de un clima en que se hacen apreciables”.
Pero aun cuando sus características físicas habrían permitido un mayor desarrollo de Tetecala, circunstancias y sucesos como su lejanía de la villa de Cuernavaca (once leguas en promedio), centro político y económico del distrito, que se encuentra al extremo norte del territorio del mismo o el reclutamiento constante de operarios para las haciendas azucareras de la región, contribuyendo a evitarlo.
Asimismo, las múltiples y catastróficas epidemias diezmaban poblados y daban origen a las consecuentes migraciones en busca de sitios seguros, a lo que se sumaron las numerosas muertes causadas por la guerra a principios del siglo XIX. Estos factores que generaron aislamiento, a su vez evitaron, por una parte, el crecimiento de la población al ritmo de asentamientos mejor comunicados y, por la otra, la diversificación de la actividad económica local.

### Personas destacadas
Pedro Ascencio Alquisiras
Ilustre luchador insurgente, intentó liberar a Tetecala del dominio de las tropas imperiales muriendo en el intento.
Manuel Arellano
Encabezó el grito de rebelión de Tetecala, la muerte de Vicente Guerrero, fue el reconstructor de la ciudad, después del dominio de las tropas imperiales y los Dragones de la Reina. Fundador del municipio.
Isauro Marquina, Fortino Ocampo, Antonio Sotelo y Julio Lara
Soldados zapatistas, nativos de Tetecala.
Manuel Sainz de la peña
Descubrió el parque nacional Grutas de Cacahuamilpa 
Herculano Román Mentado
Nació en Tetecala, fue diputado en la XXVI legislatura y presidente municipal de Cuernavaca en 1932.
"Profesor José Urban Aguirre" (Constituyente)
Fue diputado por el distrito de Tetecala en mayo de 1930, y ocupó ese cargo con el carácter de constituyente y el 22 de enero de 1932 fue designado por la H. XXIV Legislatura para ocupar el cargo de Gobernador interino constitucional por licencia concedida al titular Vicente Estrada Cajigal.
"Doctor Fernando Urban Almanza"
Nació el 14 de abril de 1923 en Tetecala, Morelos; es hijo del ilustre Profesor José Urban Aguirre y de la señora Ángela Almanza.
Estudio la primaria en la Escuela Central ahora escuela Benito Juárez y en la escuela Evolución de Cuernavaca; la secundaria en la Revolución Social n.º 5 hoy Froylan Parroquin; la preparatoria en el Instituto de la Educación Superior y los estudios profesionales en la Facultad de medicina de la UNAM donde sustentó examen profesional los días 29 y 30 de octubre de 1948.
Ha sido Diputado al Congreso del Estado por el Segundo Distrito, Tetecala, a la XXXI Legislatura 1950-1953; jefe de los Servicios Médicos Coordinados Estatales y Director del Hospital Civil de Cuernavaca, 1976-1979.

## Medio físico

### Localización
El municipio se ubica geográficamente entre los paralelos 18°43′ de latitud norte y los 99°23′ de longitud oeste del meridiano de Greenwich, a una altitud de 994 metros sobre el nivel del mar. Limita al norte con los municipios de Coatlán del Río y Mazatepec; al sur con Amacuzac; al este con Amacuzac y Mazatepec; y al oeste con Coatlán del Río.

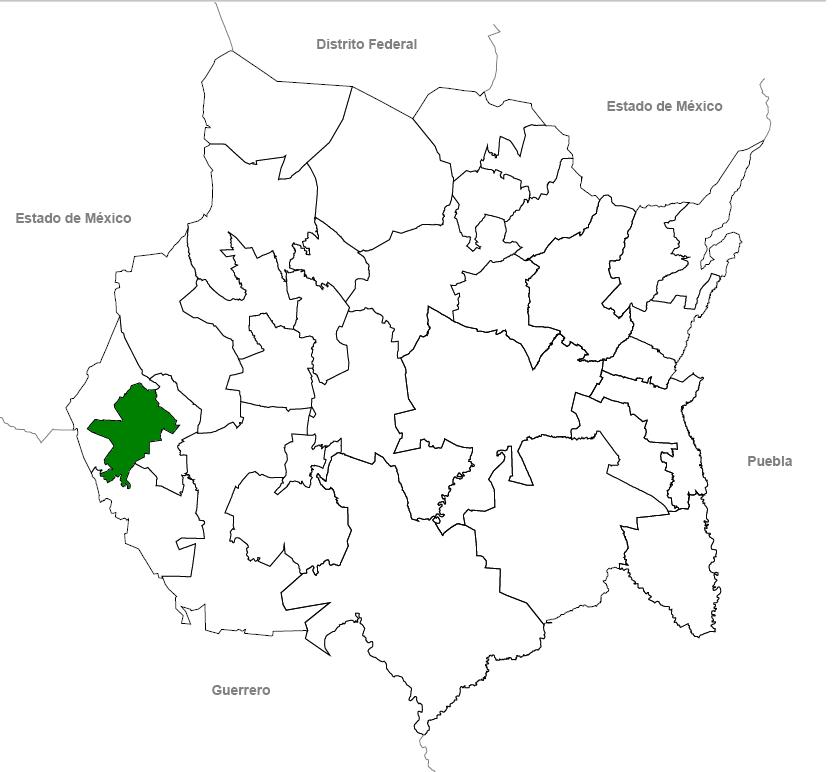
Ubicación de Tetecala en el estado de Morelos

### Extensión
Tiene una superficie de 53.259 kilómetros cuadrados, cifra que representa el 1.07 por ciento del total del Estado.

### Orografía
Las zonas accidentadas abarcan aproximadamente el 40.7 por ciento; las áreas semiplanas, el 3.8 por ciento y las planas un 57.3 por ciento; las zonas accidentadas se localizan al oeste y sur de la localidad de Tetecala, están formadas por los cerros del Jumil, los Catalanes y las Cruces.
Las zonas semiplanas se localizan al oeste de Cuautlita, al sur de Francisco Sarabia y en las cercanías de Contlalco. Las zonas planas se localizan entre los valles que corren de noreste a sureste de la localidad de Tetecala, alrededor de Contlalco y al oeste de Cuautlita.

### Hidrografía
Del Estado de México entra el río Chalma o Coatlán, aumentando su caudal con el río Seco y el Tizate. Otros recursos son la presa “La Loma”, el ojo de agua llamado “Amate Amarillo” y cinco pozos de extracción de agua.
La localidad de Contlalco cuenta con un manantial y un bordo. 
Las Huertas y el río Chalma.
Además de se encuentran diversos manantiales de agua natural , tal es el caso del ojo de agua en la comunidad de Cuautlita . Mismo que en el temblor del pasado 19 de septiembre sufrió de sequías las cuales provovaron la desaparición del agua .

### Clima
Registra una temperatura media anual de 24.6 °C y una precipitación total anual de 754.6 mm., con un clima Aw” (w) (i”)g, cálido subhúmedos, con lluvias en verano, el más seco los subhúmedos, con presencia de canícula, porcentaje de lluvia invernal menor de cinco, poca oscilación térmica y marcha de temperatura tipo ganges.

## Demografía
De acuerdo a los resultados que presentó el II Conteo de Población y Vivienda en el 2005,  el municipio cuenta con un total de 6,473 habitantes.

### Localidades
En el censo de 2020 el municipio de Tetecala contaba con 17 localidades.
| Código INEGI    | Localidad                 | Población (2020) |
| --------------- | ------------------------- | ---------------- |
| 170210001       | Tetecala                  | 4 781            |
| 170210014       | Colonia Sonora            | 905              |
| 170210016       | Colonia Mariano Matamoros | 514              |
| 170210003       | Contlalco                 | 299              |
| 170210004       | Cuautlita                 | 296              |
| 170210002       | Actopan                   | 264              |
| 170210008       | El Cerrito                | 258              |
| 170210024       | Colonia el Charco         | 93               |
| 170210005       | Colonia Francisco Sarabia | 70               |
| 170210023       | Francisco Sarabia         | 68               |
| 170210025       | Llano Viejo               | 14               |
| 170210026       | Rancho Vaso Dos           | 13               |
| 170210015       | Rancho Tonantzincalli     | 12               |
| 170210027       | Palos de Fierro           | 12               |
| 170210022       | El Móvil                  | 9                |
| 170210021       | Colonia la Joya           | 8                |
| 170210017       | Rancho San Ignacio        | 1                |
| Total municipal | Total municipal           | 7 617            |

### Grupos étnicos
Por tratarse de una comunidad desde su origen mestiza, casi no existen grupos étnicos dentro del territorio del municipio, con tan solo 45 personas hablantes de lengua indígena
De acuerdo a los resultados que presentó el II Conteo de Población y Vivienda en el 2005, en el municipio habitan un total de 29 personas que hablan alguna lengua indígena.
La población se caracteriza  por ser sencilla y humilde casi siempre vistiendo ropa alegre  echa por artesanos que obtiene un 3.5 presiento de las ganancia un pueblo rico en tradición,sabor  y cultura que nunca se pierde

### Religión
La predominante mayoría de la población es la católica con habitantes, seguida en menor escala por la protestante o evangélica con 228 habitantes, la judaica con 24 habitantes y 300 habitantes que responden a otras religiones. la población mayor de 5 años es la tomada en cuenta.

## Economía
En Tetecala la población económicamente activa asciende a 3,637 personas que representa un 59% de la población de 12 años y más, distribuida en 1,510 población femenina que representa 42% y 2,127 población masculina que representa 58% de la población económicamente activa.
Los tipos de empresas que existen en Tetecala son agroindustrias como transformadoras y procesadoras de frutas y verduras para la exportación. Empresas de producción y comercialización melífera y recientemente un movimiento denominado Plan Tetecala ha impulsado la siembra de cáñamo y cannabis, amparados en el derecho campesino a la libertad de cultivo de sus tierras y asistidos por organizaciones sociales han realizado procedimientos administrativos y legales para ejercer su derecho al libre cultivo ante las dependencias y autoridades requeridas.Siendo también las mujeres parte importante de este movimiento social.
Actualmente a nivel municipal se cuenta con acuerdos entre campesinos, productores, organizaciones civiles, ciudadanos, autoridades municipales para fomentar la industria cannabica dentro del marco legal actual. Inclusive se presentó el proyecto ante el presidente Andes Manuel López Obrador. 

## Turismo
Se cuenta con un alto potencial de turismo, ya que existen múltiples sitios históricos y pintorescos, y, monumentos arquitectónicos como: Las haciendas de San Ignacio, La luz, Cuautlita y El Charco; la parroquia de San Francisco de Asís; las capillas de la Candelaria, el Alma de la Virgen, San Miguel Arcángel; así como atractivos naturales como lo es el balneario de la Playa.
Otros proyectos alternativos consisten en aprovechar el alto potencial turístico de Tetecala al situarse en el camino entre Xochicalco y las Grutas de Cacahuamilpa, Ixtapan de la Sal y Taxco. En este sentido se podría desarrollar una serie de proyectos turísticos explotando las cavernas del Hoyanco y la pirámide.
Finalmente no debe olvidarse el enorme potencial de energía solar que tiene la región y que podría aprovechar subsidios y programas federales para implantar plantas de energía solar en la región.

## Monumentos históricos
En la cabecera municipal, se localizan:
Parroquia de San Francisco de Asís, iglesia del siglo XVIII, que conserva la arquitectura del estilo neoclásico, ubicada frente al jardín principal de la comunidad.
Capilla de la Virgen de la Candelaria, del siglo XVIII temprano, de sencilla pero hermosa arquitectura, localizada cerca del centro sobre la carretera federal. 
Antigua Fuente Colonial en lo que fue la entrada de la capilla del Alma de la Virgen en la calle Hidalgo.
La espléndida arquitectura de las viejas casonas del centro histórico, entre las que destaca la hermosa fachada e interiores de la casa donde se hospedó en el año de 1857 a su paso por estas tierras, el Lic. Benito Juárez, los hermanos Lerdo de Tejada, Ignacio Manuel Ignacio Ramírez “El nigromante”, Guillermo Prieto, Manuel Doblado y otros. La cual era propiedad del Sr. Magdaleno Medina.
Misma que hoy es la biblioteca pública distrital de esta cabecera municipal. 
(libro Tetecala ayer y hoy del Dr.Miguel Oriak Villegas )
En las comunidades de Cautlita y Actopan: 
Los restos de sendos cascos de hacienda espléndidamente conservados y restaurados por sus actuales dueños.

### Centros turísticos
El templo de San Francisco en el centro histórico, las huertas por donde corre el río “Chalma” con una exuberante vegetación, diversidad de árboles frutales y su fauna característica, las antiguas casonas históricas de la casa de la cultura y la biblioteca pública regional, el balneario “La Playa”, vista panorámica del pueblo desde lo alto del cerro de las Cruces, cascos de las haciendas cercanas (Santa Cruz Vista Alegre, Actopan, Cuautlita y Cocoyotla), el tradicional tianguis del martes.

## Fiestas y tradiciones

### Fiestas populares
En la cabecera municipal
2 de febrero- Fiesta en honor a la Virgen de la Candelaria.
4 de octubre- Se festeja a San Francisco de Asís patrono del pueblo. 
12 de diciembre- Fiesta en honor a la Virgen de la Guadalupe en el barrio “El Paso”.
En la comunidad de Cuautlita
29 de septiembre- Fiesta de San Miguel Arcángel
En Actopan
Fiesta de San Ignacio De Loyola

### Música
Existen dos bandas, una en la comunidad de Cuautlita y otra infantil en la Casa de la Cultura de Tetecala; y en todas las comunidades infinidad de intérpretes, compositores y ejecutantes de las diversas facetas de la expresión de la música popular del estado y del país.
Existe un corrido-balada regional que plasma en unas simples pero mágicas letras el orgullo de ser de Tetecala, ese amor por un pueblo al sur poniente del estado de morelos, que pocas personas tienen la dicha y el honor de sentir. 
La canción se Titula "El Tetecalo." 
Fue escrita por el cantautor, el Dr. Urick Saúl Leyva Roman. originario de Iguala de la independencia, Guerrero, ya que él decía que "en Tetecala se sentía como en su casa." y que si no hubiera nacido en iguala le hubiera gustado nacer en tetecala. 
La canción fue inspirada por el amor que un amigo suyo también doctor y compañero de carrera y de Negocios, originario de Tetecala le tenía a su pueblo, y por algunas de sus tantas frases que en forma de halago le decía a su pueblo. (Ej: " De Tetecala para el Mundo".) 
EL TETECALO 
" Tetecala eres flor de la luz de mi querer
Tetecala reinas tu al amor de mi niñez
Aquí esta mi ilusión
Aquí sentí que es vivir
Conocí aquí en mi pueblo
Al amor de mi existir.
Tetecala eres tu, la casa de mi alma
Tetecala eres tu, el lugar de mis entrañas
Aquí me siento contento
Aquí me siento muy lleno
Aquí me siento inmenso
Grande, fuerte y feliz
Con tu gente sincera,
Humilde y trabajadora.
Solo amigos sinceros
Mis hermanos de mi tierra
Tetecala voy y vengo
Pero siempre en mi recuerdo.
Voy a regresar aquí
Con el orgullo en mi pecho
No hay mañana tan bonita
Como la de Tetecala.
Canta el ave, canta el niño
Yo le canto a Tetecala
Estas tus tardes serenas,
Que me arropan el alma
Estas tus noches hermosas
siempre llenas de parranda
Ya me voy, ya me despido
Yo les digo con honor
Soy Tetecalo señores
Y aquí esta mi corazón.
Y un saludo para mi amigo, mi hermano.
el de la V y doble L. "

### Artesanías
La talabartería es una expresión importante de la capacidad creativa de los artesanos de la cabecera municipal, otra es la cestería, menos intensa esta actividad.

### Artes
Existen diferentes artistas plásticos, tanto dibujantes, caricaturistas y escritores etc.
Entre los que se destacan Efraín Ávila Flores, Martín Pineda Alonso, Miguel Oriak Villegas, Alfredo Arellano (cronista), Rosalió López Hernández  (caricaturista)

### Gastronomía
El pozole de maíz o garbanzo con carne de puerco, pollo y hasta camarones; la cecina de res con crema y queso o enchilada de cerdo; el mole verde de pepita; el mole rojo de guajolote; el pescado en mixiote, en tamal y en clemole sazonado con ciruelas silvestres y tamarindo; los chiles rellenos de queso y picadillo; los huazontles; todos estos platillos son una muestra de las delicias culinarias de la región y del municipio, que el visitante puede degustar en las fondas y cocinas de Tetecala. Por supuesto acompañadas de las generosas tortillas nejas y para finalizar, los dulces tradicionales como calabaza, dulce de pipían, frutas cristalizadas, dulce de leche, ates de membrillo, de tejocote, frutas en almíbar, cajetas, buñuelos, nieves, etc.

## Principales localidades
Cabecera Municipal: Tetecala de la Reforma (lugar donde existe casa de piedra)
Se ubica sobre la carretera federal Alpuyeca – Grutas, a la altura del km 22.5, la comunidad se sirve de esta vía utilizando los servicios de auto transporte que brindan los taxis y los autobuses de las líneas Pullman de Morelos y Flecha Roja. 
Contlalco
La comunidad de Contlalco se ubica en la parte sur del municipio y es la más alejada de la cabecera municipal. Se comunica por medio de un camino de terracería con la carretera federal Amacuzac – Michapa y con un camino vecinal pavimentado que comunica con las colonias Benito Juárez y Apancingo, pertenecientes al municipio de Coatlán del Río.
Relativo al servicio de transporte, Contlalco cuenta con servicio de taxis y una ruta de combis que dan servicio de Puente de Ixtla a Michapa. Asimismo, cuenta con una caseta de teléfonos pública y cubierta por telefonía celular.
Col. Mariano Matamoros
Se localiza en la parte sur oriente de la cabecera municipal y se comunica mediante una carretera federal "Mazatepec Puente de Ixtla, que llega a la carretera federal “Alpuyeca Grutas” y una carretera pavimentada que comunica con Cuautlita y la comunidad de Cuauchichinola perteneciente al municipio de Mazatepec. Hasta el momento se cuenta con servicio de teléfono particular, entre los servicios de transporte se cuenta con taxis, la ruta que cubre desde esta comunidad hasta la cabecera municipal.
Col. El Charco
Esta colonia ha crecido rápidamente debido a que la mancha urbana se está extendiendo hacia esta zona, considerando unas 61 familias por lo que buena parte de las construcciones son nuevas, esta comunidad se ubica a un costado de la carretera federal Alpuyeca-Grutas, en la parte oriente con respecto de la cabecera municipal. Por lo tanto es la única carretera que le comunica, los medios de transporte de los cuales se sirve esta comunidad son servicio de taxis, auto transporte mediante las líneas Pullman de Morelos y Flecha Roja. El servicio de líneas de teléfono particular cubre aproximadamente el 55%.
Col. Sonora
Esta localidad se ubica a un costado de la carretera federal “Alpuyeca-Grutas”, a la altura del km 26.500, en lo que se refiere al sistema carretero, es su única vía de comunicación. No se cuenta con caseta de teléfono público o línea de teléfono para particulares. Los medios de transporte que se utilizan son: El de taxis y el de auto transporte de las líneas Pullman de Morelos y Flecha Roja.
Actopan
Se localiza en la parte sur-poniente, con respecto de la cabecera municipal, aproximadamente a unos 600 metros de la misma, a un costado de la carretera federal “Alpuyeca-Grutas”, a la altura del km 26.100, siendo esta su única vía de comunicación terrestre; aprovechan los servicios de taxis y auto transporte de las líneas Pullman de Morelos y Flecha Roja. No cuentan con servicio telefónico.
Col. El Cerrito
Limita con la cabecera municipal por la parte norte-poniente de la misma, como vía terrestre utiliza la carretera “Alpuyeca Grutas”, el servicio de taxis, Pullman de Morelos y Flecha Roja, no se cuenta con servicio telefónico.
Col. Francisco Sarabia
Esta comunidad limita en la parte norte con la cabecera municipal y utiliza como vía terrestre la carretera “Alpuyeca – Grutas”, cuenta con el servicio de taxis y las líneas Pullman de Morelos y Flecha Roja, no tiene servicio telefónico.
 Cuautlita
Se ubica en la parte sur-oriente de la cabecera municipal, sobre la carretera pavimentada que desprende de la carretera federal “Alpuyeca – Grutas" a la altura del km 22.8 y se dirige a Cuauchichinola y llega a la carretera federal Michapa-Amacuzac,y una carretera pavimentada desde la Col. Mariano Matamoros como vía alterna desde la Carretera federal "Mazatepec Puente de Ixtla".
Hasta el momento se cuenta con servicio de teléfono particular, entre los servicios de transporte público están los taxis que transitan por la comunidad. A partir del 2 de julio de 2018 inició el servicio de la Ruta 1 (combis) de Puente De Ixtla a esta comunidad y viceversa, pasando por la comunidad de Cuauchichinola y la otra cruzando la colonia Mariano Matamoros hacia la carretera federal "Mazatepec-Puente De Ixtla".

## Gobierno

### Hermanamientos
- Oaxaca de Juárez, México (2023)[12]
- Huitzuco, México (2023)[13]